# Satrianum
Satrianum era un antico centro lucano ubicato su un promontorio a metà degli attuali comuni di Satriano di Lucania e Tito, importante roccaforte Normanna e sede vescovile.
A partire dal 1477 (XV secolo) l'insediamento risulta abbandonato.
Oggi il sito archeologico dell'insediamento medievale di Satrianum è aperto al pubblico.

## Storia
Citata in fonti medievali già nel IX secolo fu edificata su una collina (mt.950 s.l.m.) in posizione strategica da cui si controllava il valico di Brienza e l'antica via Herculea. Distrutta, venne ricostruita da Carlo D’Angiò, divenne possesso di Giovanni de Anches e poi degli Sforza e fu definitivamente abbandonata nella metà del XV secolo.
I ruderi attualmente visibili comprendono, due cinte murarie, due villaggi con edifici residenziali e una chiesa con annesso cimitero. Sul pianoro sommitale sono visitabili una torre quadrata di XII secolo (adibita a museo multimediale) e i resti di un episcopio e della Cattedrale di S. Stefano.

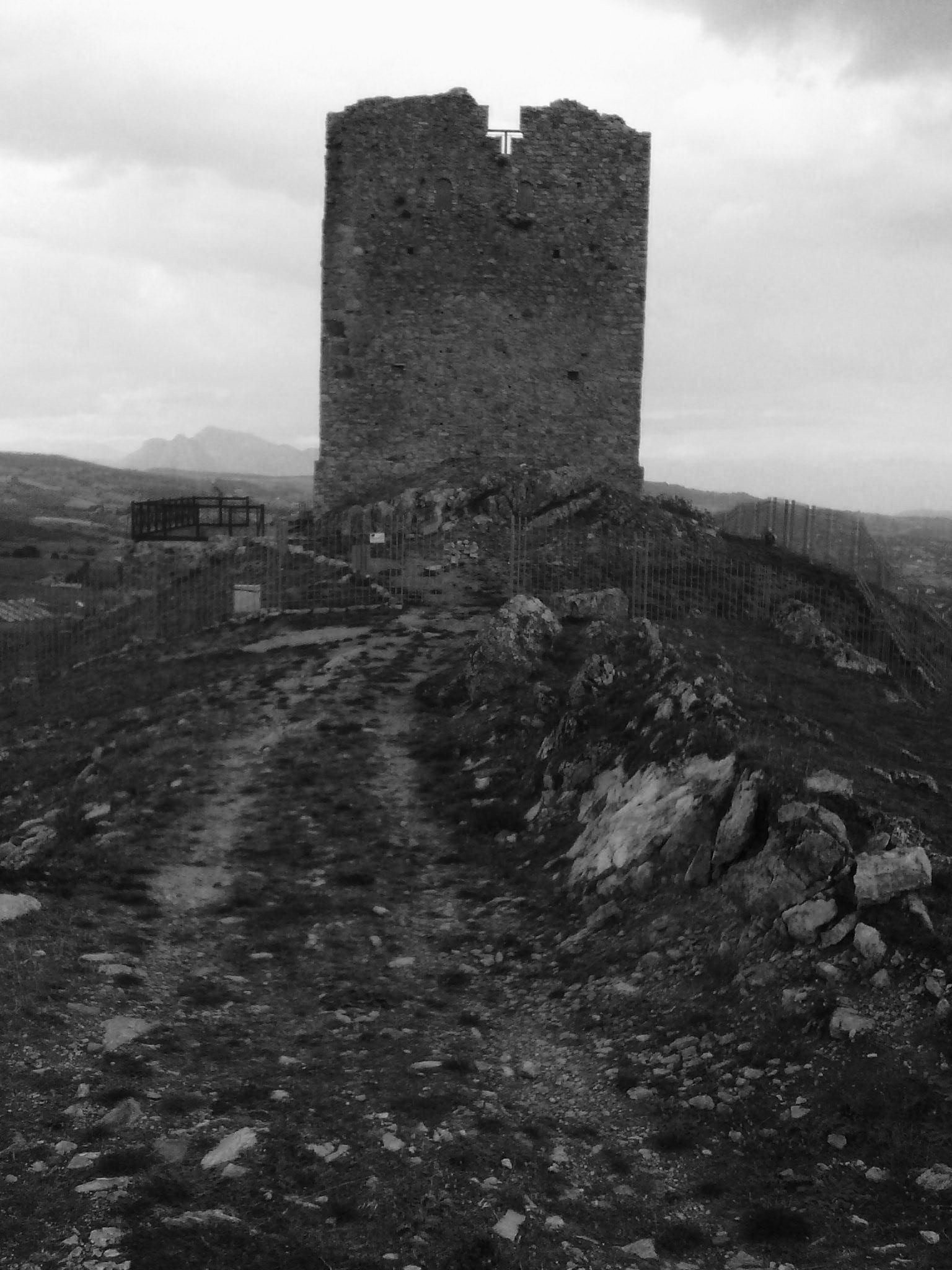
Torre di Satrianum

### Chiarezza sulla sua appartenenza storica
Il nome "Torre di Satriano" è di appartenenza storica satrianese, anche se ricade nel comune della vicina Tito (si dice che ci siano state negligenze al momento della suddivisione territoriale dei due comuni, Tito e Satriano di Lucania e che per errore ricada la Torre nel comune di Tito). L'attuale Satriano, è l'antica Pietrafesa, in latino Petrafixa, abitata dagli abitanti dell'antica Satriano. Nel 1887 il comune di Pietrafesa decise, per rinsaldare i legami storici con Satrianum, di adottare il suo stesso nome, italianizzato in Satriano. L'attuale città dei "Murales" subì un'importante influenza sociale, demografica e culturale da parte dell'antica roccaforte Normanna. Secondo la leggenda, infatti, la maschera carnevalesca dell'orso ("l'urs" in dialetto locale), è originaria della cultura franco-normanna, trasmigrata nell'odierna città di Satriano. La "Torre di Satriano" è un simbolo degli abitanti dell'attuale Satriano di Lucania a tal punto che gli emigranti alla vista della Torre Normanna, raccontano di provare una forte emozione.

## Scavi archeologici

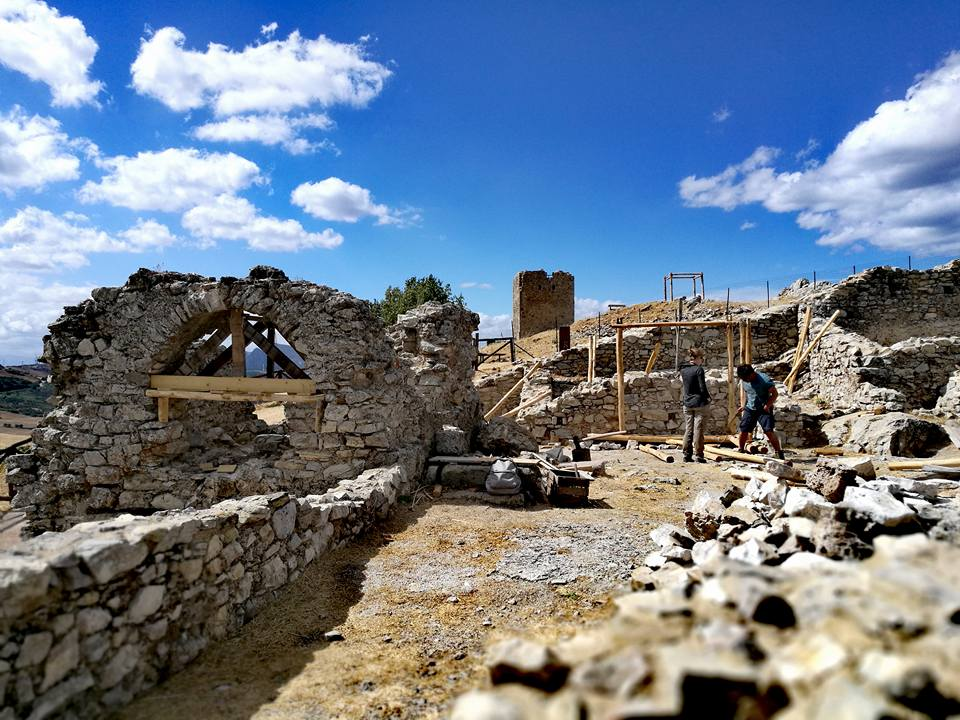
Sito Archeologico "Torre di Satriano" (2017)

Nel biennio 1966-67 si sono avute le prime importanti ricerche archeologiche, nel sito della Torre di Satriano (sul versante satrianese), a cura dell'équipe della Brown University diretta da Robert Ross Holloway, pubblicate nel volume "Satrianum" dalla stessa università nel 1970. Gli americani distinsero, prima di tutto, una città alta (Acropolis) da una città bassa (Lower city). Poi identificarono un gran numero di necropoli (fonte Satriano, un biennio di ricerche archeologiche 1987-1988). Sul versante sud-occidentale della collina, è stato riscontrata nel 1987/1988, la presenza di un luogo di culto databile tra il IV e la fine del III secolo a.C. Gli scavi hanno messo in luce un tempietto a pianta quadrangolare. L'edificio presenta tracce di una sala da banchetto, un recinto per cerimonie di culto e un portico.
Dal 2006 si svolgono, a cadenza annuale, gli scavi archeologici sul sito medievale di Satrianum. Le indagini hanno consentito di riportare alla luce una cattedrale a tre navate di età normanna. Accanto alla cattedrale sono state recuperate le strutture pertinenti ad un episcopio composto da un ampio cortile centrale, una torre campanaria, una sala capitolare/refettorio e degli ambienti di servizio, tra cui un vano scala e una latrina. I reperti ceramici e numismatici, lo scavo delle aree sepolcrali e lo studio delle tecniche edilizie stanno consentendo di recuperare le principali fasi di frequentazione del sito, soprattutto relative all'età sveva (XIII secolo) e angioina (XIV secolo). Le principali strutture sono state restaurate ed ora sono fruibili e accessibili ai visitatori. Durante la visita, oltre agli ambienti dell'antico insediamento è possibile visitare la torre quadrata, all'interno della quale è stato allestito il Museo Multimediale di Torre di Satriano, dedicato alle ricerche archeologiche del territorio. Nel Palazzo Loreti di Satriano di Lucania, attuale sede comunale, sono conservati alcuni reperti ceramici provenienti dal sito medievale di Satrianum. I reperti delle fasi antiche del comprensorio di Torre di Satriano sono esposti presso il Museo Archeologico Nazionale "Dino Adamesteanu" di Potenza.

## Galleria d'immagini

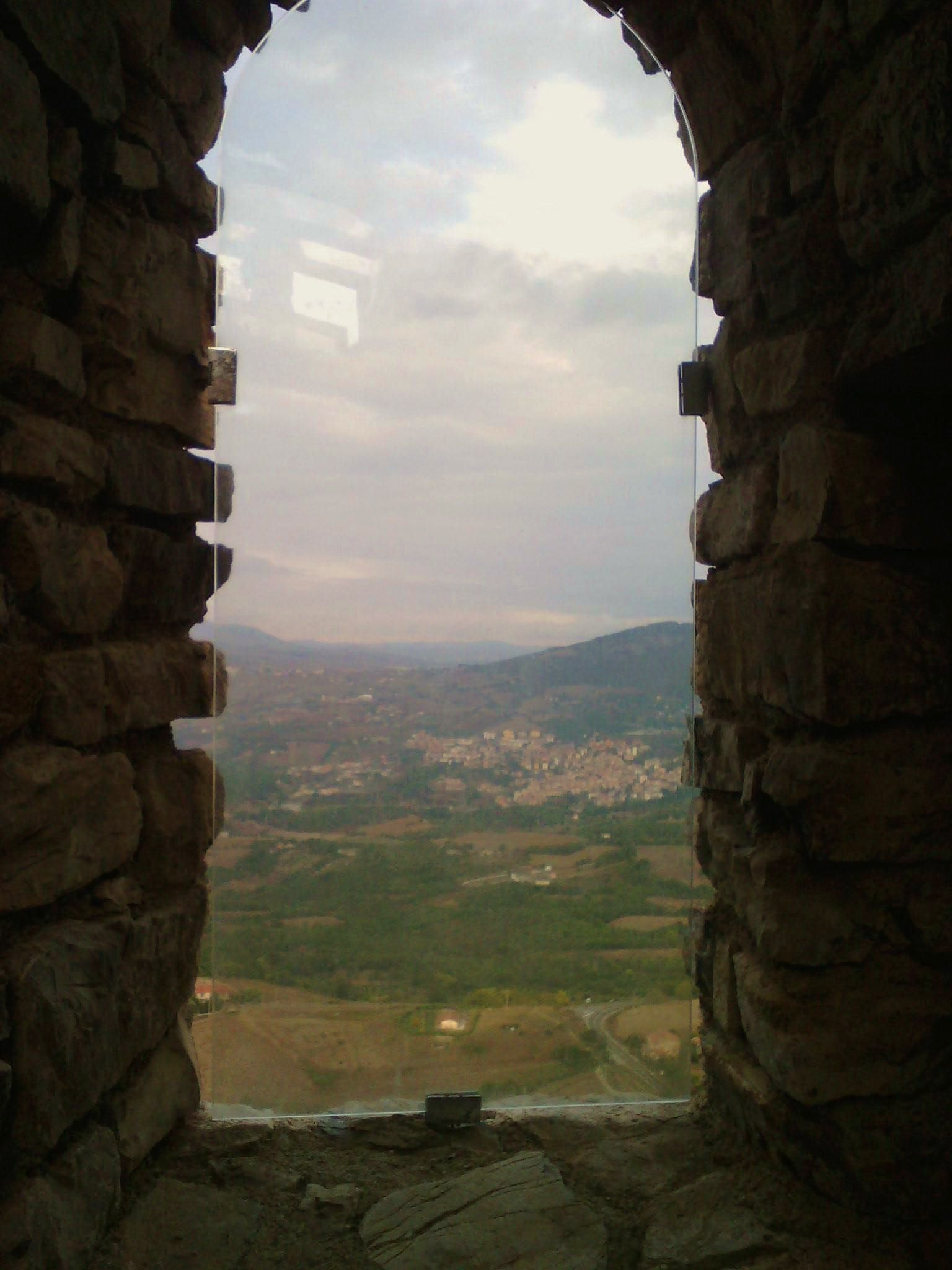
Torre di Satrianum, vista su Tito
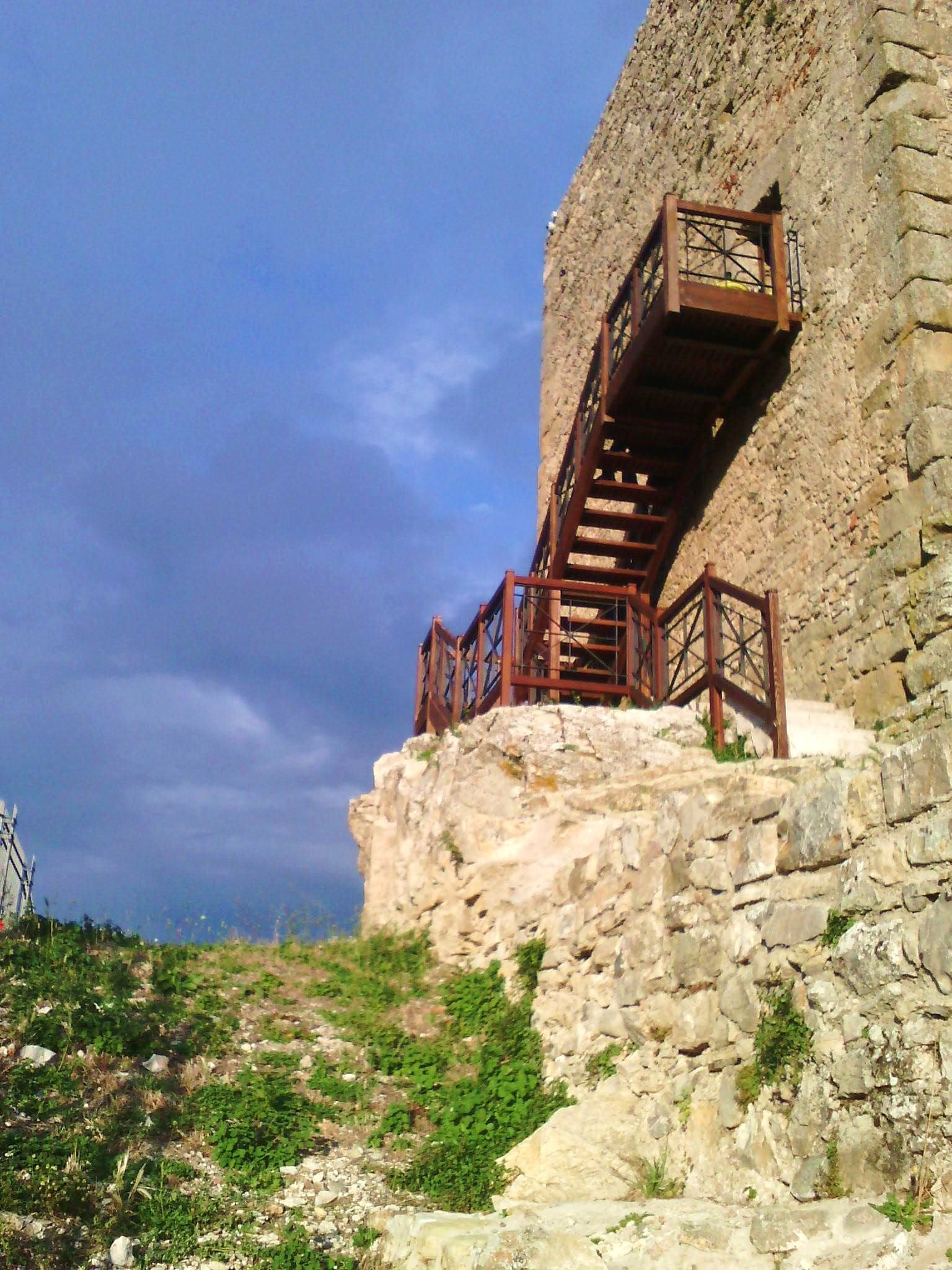
Particolare della Torre di Satrianum
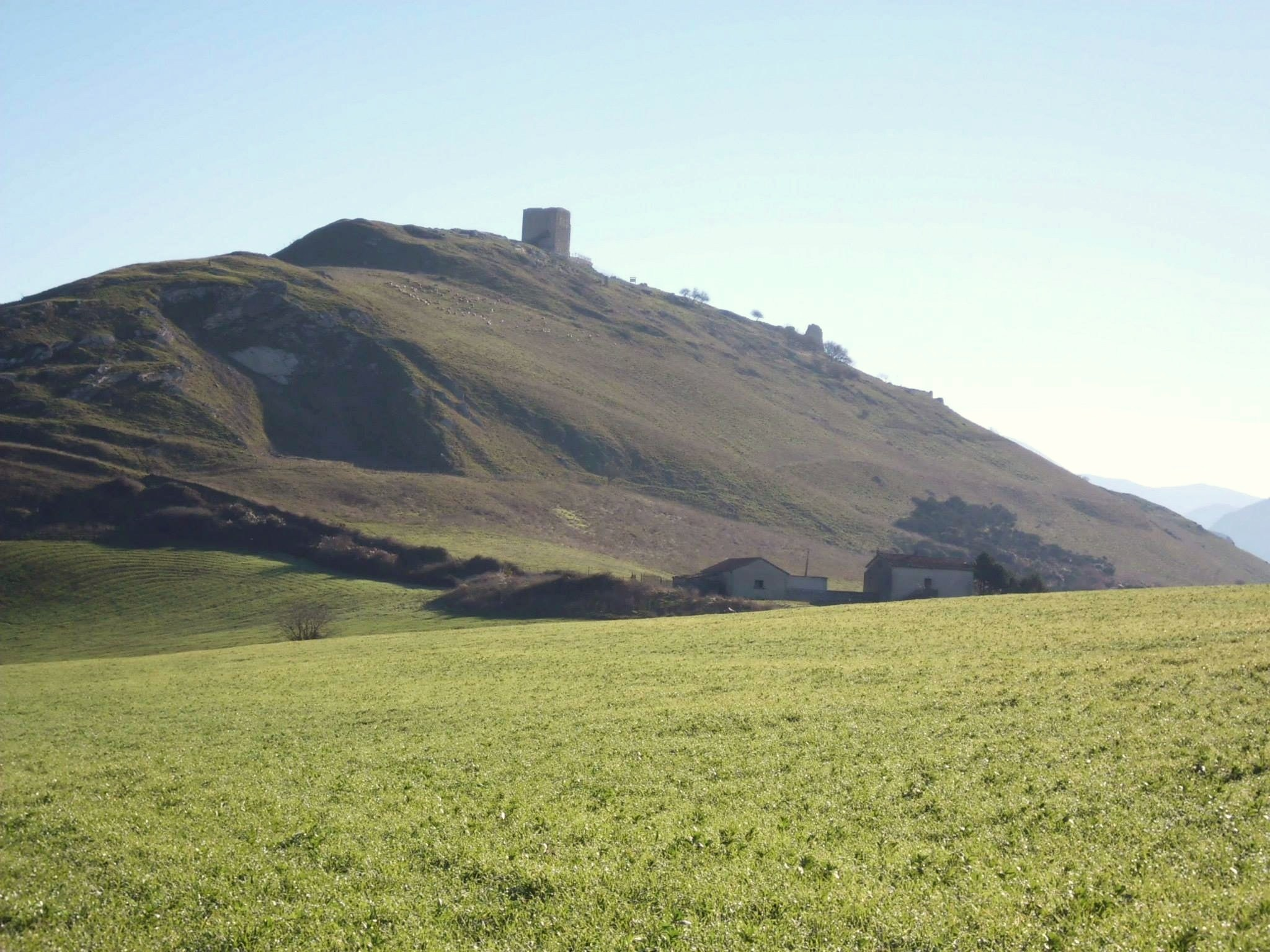
Vista del sito di Satrianum
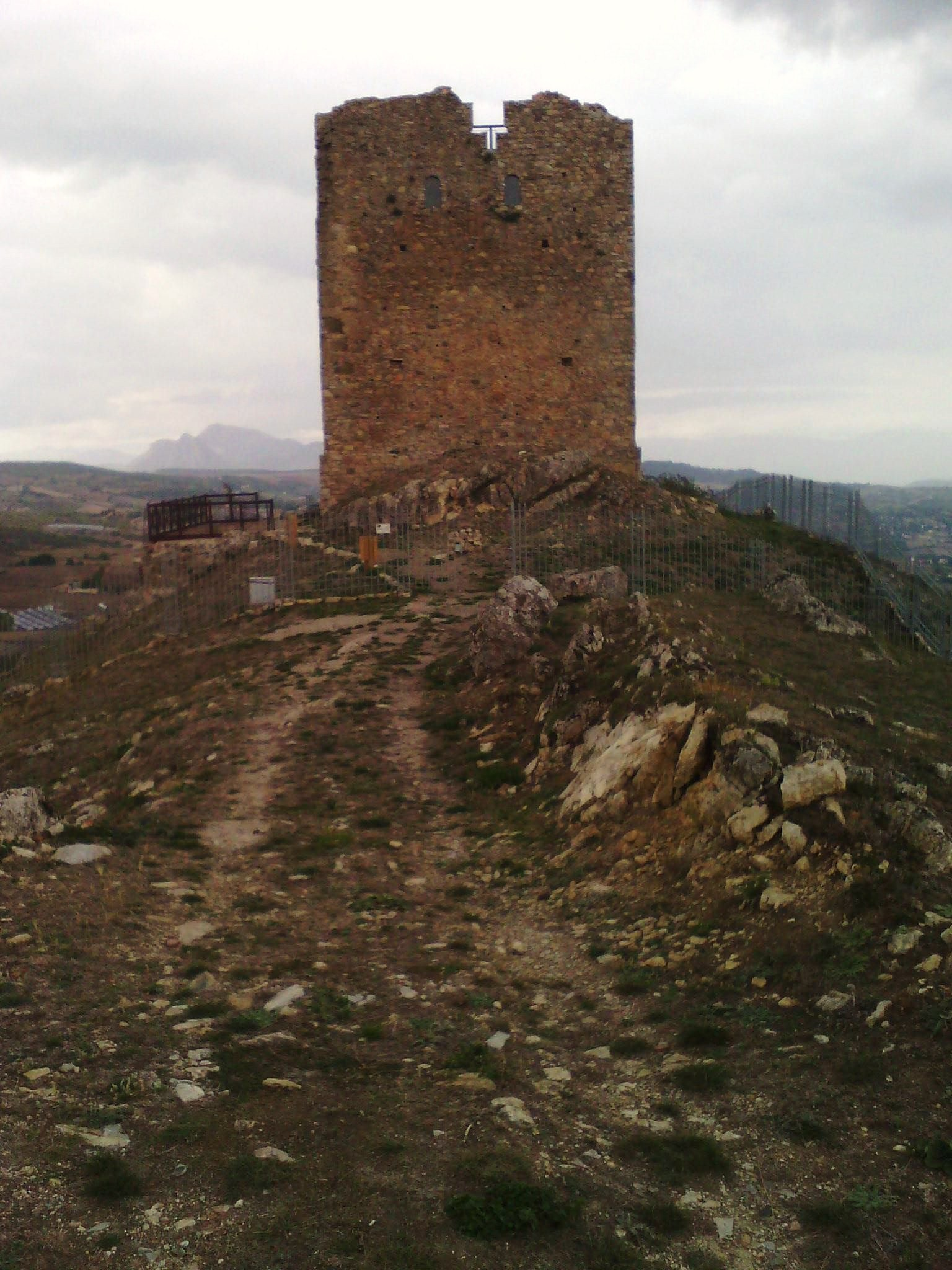
Torre di Satrianum
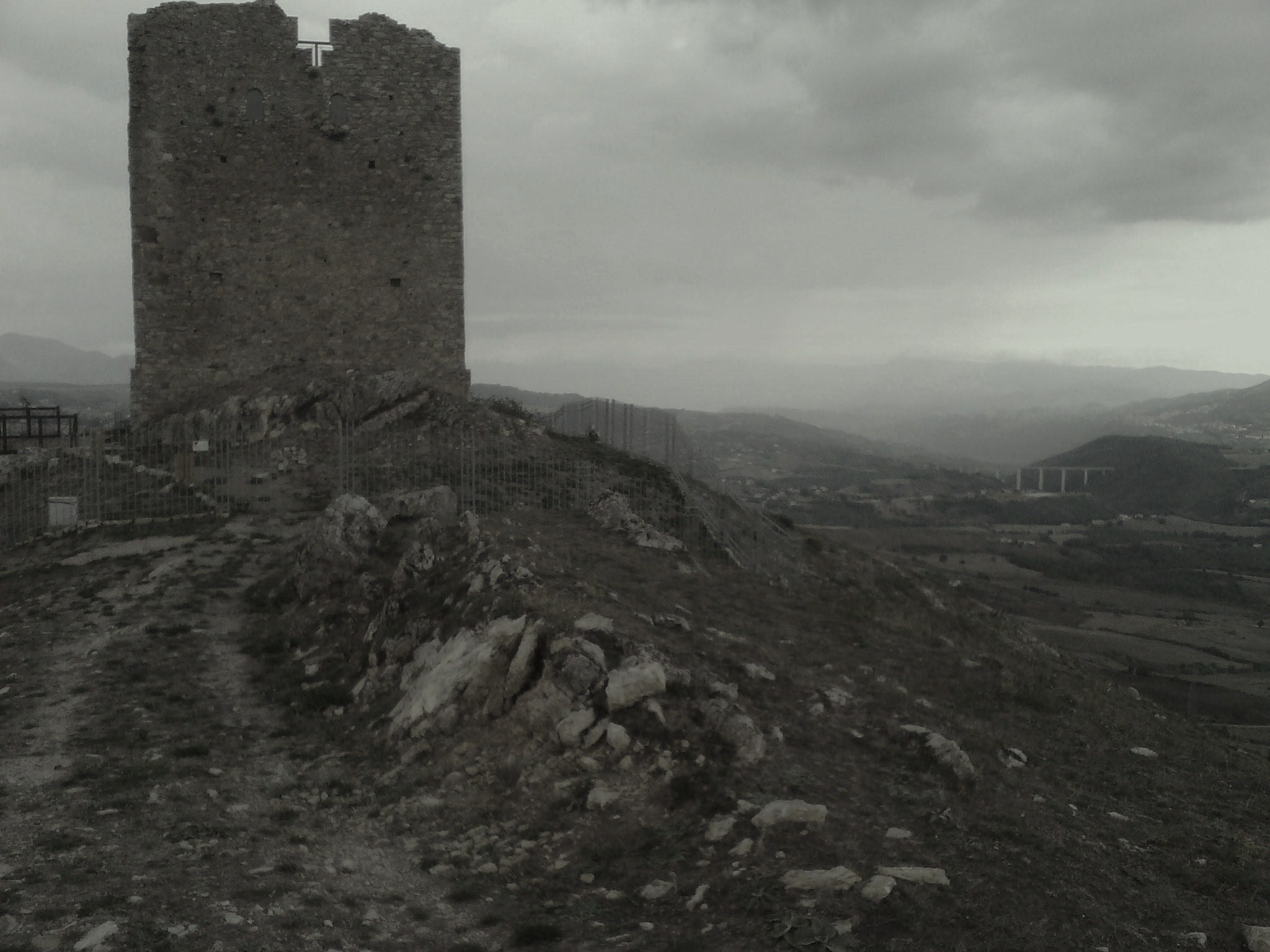
Bianco e nero, Torre di Satrianum
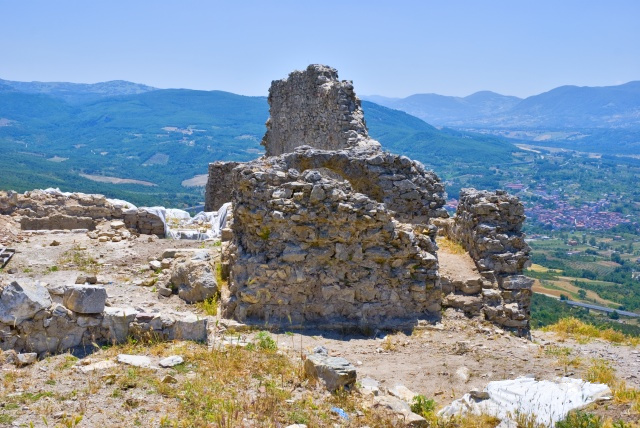
Rovine di Satrianum
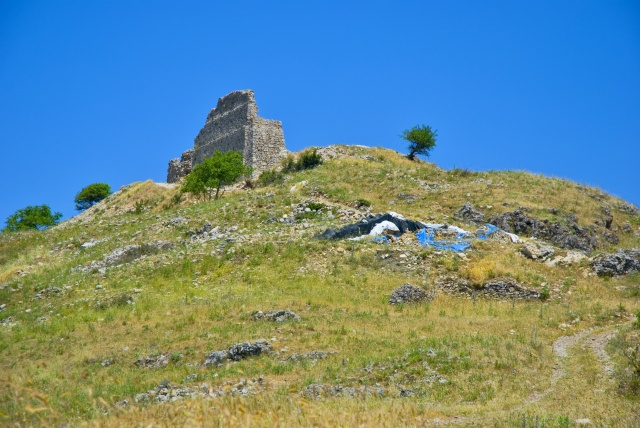
Satrianum dal basso
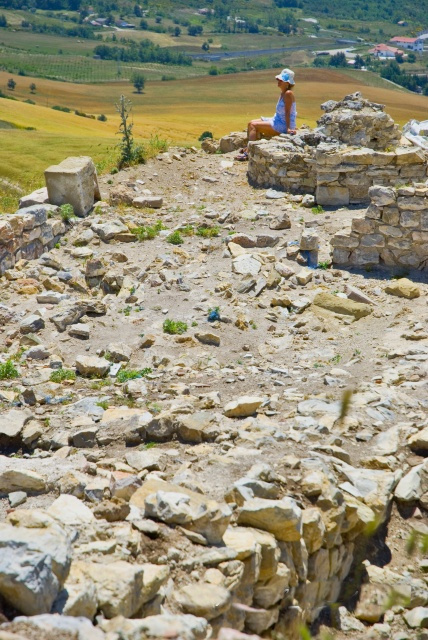
Sito archeologico di Satrianum
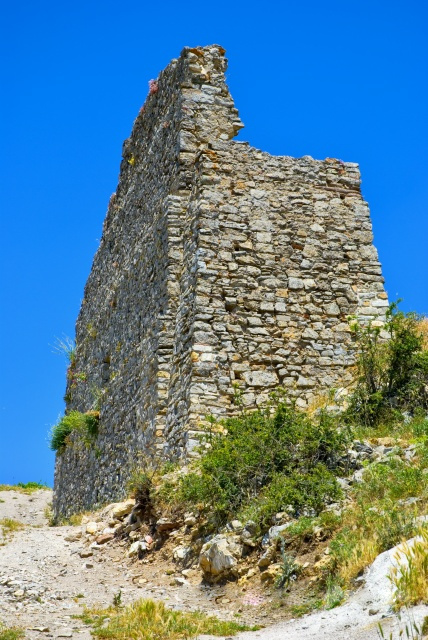
Particolare delle rovine